# 1928 في المملكة المتحدة
فيما يلي قوائم الأحداث التي وقعت خلال عام 1928 في المملكة المتحدة.

## رياضة
- 1 يناير – بطولة ويمبلدون 1928

## كتب
من الكتب التي صدرت هذه السنة في المملكة المتحدة:
- 1 يناير – أورلاندو: سيرة من تأليف فرجينيا وولف.
- 1 يناير – بئر العزلة من تأليف رادكليف هول.
- 1 يناير – عشيق الليدي تشاترلي من تأليف ديفيد هربرت لورانس.
- 1 يناير – قاموس أكسفورد الإنجليزي من تأليف إدموند وينر، جون سيمبسون (أستاذ جامعي).
- 1 يناير – لغز القطار الأزرق من تأليف أجاثا كريستي.

## مواليد

### يناير
- 17 يناير – فيدال ساسون

### فبراير
- 14 فبراير – ديفيد كمحي دبلوماسي إسرائيلي.
- 14 فبراير – سيرجي كابيتسا عالم فيزياء وعلم سكان روسي.
- 21 فبراير – سيسيل ساندفورد متسابق دراجات نارية من المملكة المتحدة.
- 28 فبراير – ستانلي بيكر

### أبريل
- 24 أبريل – تومي دوكيرتي لاعب ومدرب كرة قدم اسكتلندي.

### مايو
- 23 مايو – نايجل دافنبورت ممثل إنجليزي.

### يونيو
- 5 يونيو – توني ريتشاردسون
- 7 يونيو – ديف بوين لاعب كرة قدم ويلزي.
- 7 يونيو – راندولف توربين ملاكم من المملكة المتحدة.
- 10 يونيو – ويلبور كوش لاعب كرة قدم أيرلندي شمالي.
- 11 يونيو – جون هيل عالم حيوان من المملكة المتحدة.
- 28 يونيو – سيريل سميث

### يوليو
- 5 يوليو – جيريمي مور ضابط من المملكة المتحدة.
- 7 يوليو – إيرني ووكر
- 15 يوليو – جاكي روبرتسون لاعب كرة قدم من المملكة المتحدة.
- 22 يوليو – جيمي هيل
- 25 يوليو – جيمي جونز لاعب كرة قدم أيرلندي شمالي.
- 26 يوليو – برنيس روبنز كاتبة بريطانية.
- 28 يوليو – جون ستيوارت بل
- 30 يوليو – كريس هاولاند

### أغسطس
- 15 أغسطس – نيكولاس رويغ
- 29 أغسطس – تشارلز جراي ممثل إنجليزي.

### سبتمبر
- 1 سبتمبر – ريج آرمسترونغ
- 22 سبتمبر – دون كوكل ملاكم من المملكة المتحدة.
- 27 سبتمبر – دينيس سانت جون ممثل من المملكة المتحدة.
- 29 سبتمبر – اريك لوبوك سياسي بريطاني.

### أكتوبر
- 11 أكتوبر – ألفونسو دي بورتاغو سائق سباقات.

### نوفمبر
- 2 نوفمبر – بول جونسون
- 2 نوفمبر – راي دانيال لاعب كرة قدم ويلزي.

### ديسمبر
- 23 ديسمبر – تشارلي وليامز لاعب كرة قدم بريطاني.
- 24 ديسمبر – مايكل هوارد مبارز بالسيف من المملكة المتحدة.
- 29 ديسمبر – كليفورد إدموند بوزورث مؤرخ من المملكة المتحدة.

## وفيات

### يناير
- 11 يناير – توماس هاردي (مواليد 1840)
- 29 يناير – دوغلاس هيج (مواليد 1861)

### فبراير
- 15 فبراير – هربرت أسكويث (مواليد 1852)
- 20 فبراير – جاك بالمر (مواليد 1879)

### مايو
- 5 مايو – جورج باسيريو (مواليد 1885)

### يونيو
- 14 يونيو – إميلين بانكيرست (مواليد 1858)

### يوليو
- 6 يوليو – فريدريك غرين (مواليد 1851) لاعب كرة قدم إنجليزي.
- 21 يوليو – إلين تيري (مواليد 1847)

### أغسطس
- 17 أغسطس – جورج تريفليان (مواليد 1838)
- 20 أغسطس – إرنست جورج ميرس (مواليد 1848) لاعب كرة مضرب من المملكة المتحدة.
- 26 أغسطس – كولن كامبل (مواليد 1859)
- 28 أغسطس – ليلياس تروتر (مواليد 1853) رسامة من المملكة المتحدة.
- 28 أغسطس – هانا تشابلن (مواليد 1865)

### أكتوبر
- 13 أكتوبر – جورج اتش بريان (مواليد 1864)
- 22 أكتوبر – أندرو فيشر (مواليد 1862)

### ديسمبر
- 1 ديسمبر – آرثر غور (مواليد 1868) لاعب كرة مضرب بريطاني.
- 7 ديسمبر – جيمس يتبريد لي جلايشر (مواليد 1848)
- 10 ديسمبر – تشارلز ريني ماكينتوش (مواليد 1868)
- 17 ديسمبر – أجلنتينا جيب (مواليد 1876)